# Elly Pastoor
Elly Pastoor (1955) is een Nederlands voormalig politica namens de PvdA. Zij was wethouder van Groningen (2010-2012), Grootegast (2016-2018) en Westerkwartier (2019-2022).

## Biografie
Pastoor heeft een Mo-lerarenopleiding Nederlands gevolgd. Tot haar wethouderschap in 2010 was zij regiomanager volwasseneneducatie bij het Alfa-college. Na de gemeenteraadsverkiezingen van 2010 werd ze wethouder van Groningen. In oktober 2012 struikelde het college waarvan Pastoor deel uitmaakte nadat de wethouders van D66 en SP weigerden in te stemmen met de ontwerpbegroting. Hoewel de PvdA na de breuk opnieuw in het college plaats nam mocht Pastoor van haar partij niet terugkeren als wethouder.
Na haar wethouderschap van Groningen in 2012 tot haar wethouderschap in Westerkwartier in 2019 was ze actief vanuit haar eigen adviesbureau Elly Pastoor Advies. Van februari 2016 t/m december 2018 was zij wethouder van Grootegast. Deze gemeente hield per 1 januari 2019 op te bestaan na de fusie in de gemeente Westerkwartier. Vanaf januari 2019 was zij ook wethouder van deze gemeente. In 2022 ging zij met pensioen.